# Anthony de Taizé
Anthony Graham Teague (An Sonjae Hangul: 안선재) es un traductor, académico y miembro de la comunidad de Taizé nacionalizado surcoreano. Reside en Seúl.

## Briografía
El fraile Anthony de Taizé (An Sonjae) nació en 1942 en Cornualles, Reino Unido, hijo de Thomas Leslie Teague (2 de febrero de 1914 - 26 de marzo de 1985) y Nan Albina Green (24 de julio de 1911 - 3 de febrero de 1991). 
Estudió lengua medieval y moderna en Oxford y en 1969 se unió a la comunidad Taizé en France, una orden monástica compuesta de hombres protestantes, anglicanos y católicos dedicada a expandir el mensaje de confianza y reconcialización.
Después de tres años de servicio en una barriada en Filipinas, en mayo de 1980 se unió a otros frailes en Corea, invitado por el entonces arzobispo de Corea, el cardenal Kim Sou-Hwan. Enseñó Literatura inglesa en la Universidad Sogang de Seúl por casi tres décadas, mientras traducía obras de literatura coreana moderna y escribía libros y artículos sobre literatura y traducción. Empezó a traducir literatura coreana en 1988 y desde entonces ha publicado una gran variedad de obras, desde autores clásicos coreanos como Ku Sang, Ko Un, Ch’on Sang-Pyong, So Chong-Ju, Kim Su-Yong, Shin Kyong-Nim, Yi Si-Young, Kim Kwang-Kyu, y Yi Mun-yol. En 1994 adquirió la nacionalidad coreana, tomando el nombre coreano An Sonjae, pues Sonjae es la forma coreana de Sudhana, "el pequeño peregrino" de las escrituras budistas de El Gandavyuha Sutra. Vive actualmente en Seúl. Desde enero de 2011 es el presidente de la rama coreana de la Sociedad Real Asiática. Recibió la Corona de jade de reconocimiento al mérito del gobierno coreano en octubre de 2008 por su trabajo de promoción del conocimiento de la literatura coreana en el mundo. Se retiró a principios del 2007 y actualmente es profesor emérito de la Universidad Sogang y catedrático de la Universidad Dankook.

## Obras
- Trasfondos clásicos y bíblicos en la literatura occidental. Seúl: Sogang University Press, 1989, Revised & expanded, 2000.
- Literatura en la sociedad inglesa: Antes de 1660: Volumen uno, la edad media. Seúl: Sogang University Press, 1997
- Literatura en la sociedad inglesa: Parte dos, el renacimiento 1485 - 1660. Seúl: Sogang University Press, 1998
- Crítica textual de los cuentos de Canterbury de Chaucer. Fraile Anthony y Lee Dong-Chun. Seúl: Seoul National University Press, 2002.
- El té al estilo coreano. Fraile Anthony of Taizé y Hong Kyeong-Hee. Seúl: Seoul Selection, 2007
- Clásicos del té coreano. Fraile Anthony of Taizé, Hong Kyeong-Hee y Steven D. Owyoung. Seúl: Seoul Selection, 2010

## Obras traducidas
Las traducciones son del coreano al inglés salvo que se indique lo contrario.
Poesía
- Ku Sang,	Páramos de fuego // 	Forest Books 1990 // DapGae 2000
- Ku Sang,	Un siglo coreano  Forest Books 1991 (descatalogado)
- Ku Sang,	Esplendor infantil,  (Texto e imágenes en línea) Samseong 1991 (descatalogado)
- Kim Kwang-kyu,	Débiles sombras de amor,	Forest Books 1991 (descatalogado)
- Ko Un,	El sonido de mis olas,	Cornell EAS 1991 // Cornell – DapGae
- Midang, So Chong-ju,	Primeros poemas,	Forest Books 1991 // Cornell - DapGae 1998
- Ch'on Sang-pyong,	Regreso al paraíso,	Cornell EAS 1995 // Cornell - DapGae 1996
- Ko Un,	¿Qué? : 108 poemas zen (Anteriormente Más allá de uno)	Parallax (Berkeley) 2008 (1997)
- Shin Kyong-nim,	La danza de los agricultores,	Cornell - DapGae 1999
- Kim Su-young, Shin Kyong-nim, Lee Si-young	Variaciones,	Cornell 2001
- Ku Sang,	Incluso los nudos de los membrillos cuentan cuentos,	DapGae 2004
- Ku Sang,	La eternidad hoy,	Seoul Selection 2005
- Kim Young-Moo, Realidad vitural,	DapGae 2005
- Kim Kwang-kyu,	La profundidad de una almeja,	White Pine Press 2005
- Ko Un,	Diez mil vidas.	Green Integer (Los Ángeles) 2005
- Kim Kwang-Kyu, Un viaje a Seúl, DapGae 2006
- Ko Un, Flores de un momento, BOA 2006
- Chonggi Mah, Ojos del rocío, White Pine Press 2006
- Special Children, Poemas de una plantación de amor, Seoul Selection 2008
- Ko Un, Canciones para mañana, Green Integer 2009
- Kim Yeong-Nang, Hasta que florezcan las peonías, MerwinAsia 2010
- Kim Seung-Hee, Andando en la línea de lavado, Cornell EAS 2011
- Ko Un, El beso de ChaRyong (bilingüe, poemas para niños sobre su hija), Ba-u-sol 2011
- Ko Un, Poemas del Himalaya, Green Integer 2011
- Ko Un, La primera persona afligida, Bloodaxe 2012
- (Del francés) Fraile Pierre Etienne, poemas, Taize, 2013.

Ficción
- Yi Mun-yol,	El poeta,	Harvill Press 1994 / Vintage 2001
- Lee Oyoung, La barba del general / Phantom Legs	Homa & Sekey 2002
- Ko Un,	El pequeño peregirno (Berkeley) 2005
- Bang Hyeon-seok,	Salir a luchar al alba.  Traducido junto Dafna Zur. 	Asia Publishers, edición bilingüe

No ficción
- Mok Sun-Ok, Mi marido el poeta, Seoul Selection 2006
- (Del francés) Daniel de Montmollin, la práctica de acristalado de la cerámica: minerales, rocas, cenizas. París: La Revue de la Ceramique et du Verre. 2005.

## Premios
- Korea Times Translation Award
- Daesan Translation Award (1995)
- Korean Republic’s Literary Award
- Korean PEN Translation Award
- Korean government’s Award of Merit, Jade Crown class, in October 2008.